# Bogusław Mamiński
Bogusław Mamiński (Polonia, 18 de diciembre de 1955) es un atleta polaco, especializado en la prueba de 3000 m obstáculos en la que llegó a ser subcampeón del mundo en 1983.

## Carrera deportiva
En el Mundial de Helsinki 1983 ganó la medalla de plata en los 3000 m obstáculos, con un tiempo de 8:17.03 segundos llegando a la meta tras el alemán Patriz Ilg y por delante del británico Colin Reitz.